# 鄭文雅
鄭文雅（英語：Olivia Cheng Man-ngar，1960年2月14日—），香港影視女演員，前麗的電視藝員。鄭文雅為1979年香港小姐競選冠軍兼最上鏡小姐，也是香港1978年至1980年全港女子跳高紀錄保持者，現時是女子高爾夫球教練。她的嗜好包括旅遊、攝影、舞蹈、陶瓷器、表演藝術及中國書法。

## 簡歷
鄭文雅1960年出生於香港，連她在內鄭家有七名子女，她排行最小。3歲喪父的鄭文雅家境並不富庶，曾被母親送到大埔聖基道兒童院。年少時就讀於上水惠州公立學校、鳳溪第一中學以及培僑中學（為了方便工作而轉學至香港島上學），特別在就讀鳳溪第一中學時在師長推薦下參與跳高比賽，遂培養了其體育興趣。1975年，年僅15歲的鄭文雅在胞姊推薦下，到瑞興公司應徵模特兒。獲聘後，鄭文雅認識了著名攝影家宗維賡。宗氏膝下無兒，遂視鄭文雅如己出，並經常教導鄭文雅有關攝影、藝術、時裝設計等知識。1979年，鄭文雅獲宗維賡提名參選無綫電視舉辦的1979年度香港小姐競選，並獲得冠軍及最上鏡小姐。宗維賡提名的港姐還有朱玲玲及戴月娥。
鄭文雅當選香港小姐冠軍後，在無綫電視履行一年港姐職責，曾參選環球小姐。1980年，鄭文雅即將卸任港姐前，時任麗的電視節目總監麥當雄曾親自接洽宗維賡，希望鄭文雅能為麗的電視拍攝一個體育節目，乃至羅致旗下。經與宗氏商討後，鄭文雅遂於卸任港姐後翌日隨即正式轉投麗的電視，此舉曾引起轟動，也驅使了無綫電視延長港姐參選佳麗的合約年期條款。鄭文雅於麗的電視期間，一度備受力捧，主演《出線》、《四口之家》、《少年黃飛鴻》、《再會太平山》、《天梯》等劇。1982年，鄭文雅約滿離開電視圈，轉投新藝城，加入電影圈發展，先後演出《何必有我》、《飛躍羚羊》、《異鄉故事》等佳作。1991年嫁給虞哲揮後，鄭文雅淡出電影圈。
而貴為1979年香港小姐冠軍的鄭文雅，亦曾擔任2000及2008年度香港小姐競選的大會評判。

### 封面女郎
1986年在香港由鄭經翰出版的中文版《花花公子》，鄭文雅是創刊號的封面女郎，同時出版半裸的《鄭文雅寫真集》，由著名攝影師Kevin Orpin操刀，創港姐及知名女星拍攝裸體寫真集風氣先河。

### 高爾夫球教練
鄭文雅婚後才學習高爾夫球，成績逐漸提升後毅然報名參加「皇家香港高爾夫球賽」，比賽前夕遭英籍賽事主席Joyce Green質疑參賽資格，但發還報名費，鄭文雅拒絕接受，找到所屬的清水灣高爾夫球會會長證實訓練成績才獲准參賽，因情緒受影響而表現欠佳。鄭文雅努力苦練，每日練習12小時，翌年再次參賽，在百多人參加的大賽中拿到冠軍。為推廣香港的華人女子參加高爾夫球運動，於1993年6月成立香港華人女子高爾夫球總會。1994年鄭文雅成為首名入選香港女子高爾夫球代隊的華人，接著5年更連續被選為香港最佳女子高爾夫球員。於2000年成為香港高爾夫球協會首名華人女子高爾夫球教練。 2019年，鄭文雅接受中國高爾夫頻道邀請，擔任「自然高爾夫絲綢之路探索賽2019敦煌站」的嘉賓，在戈壁沙漠打高球，感嘆大自然的威力。

## 香港電影金像獎獎座設計傳聞

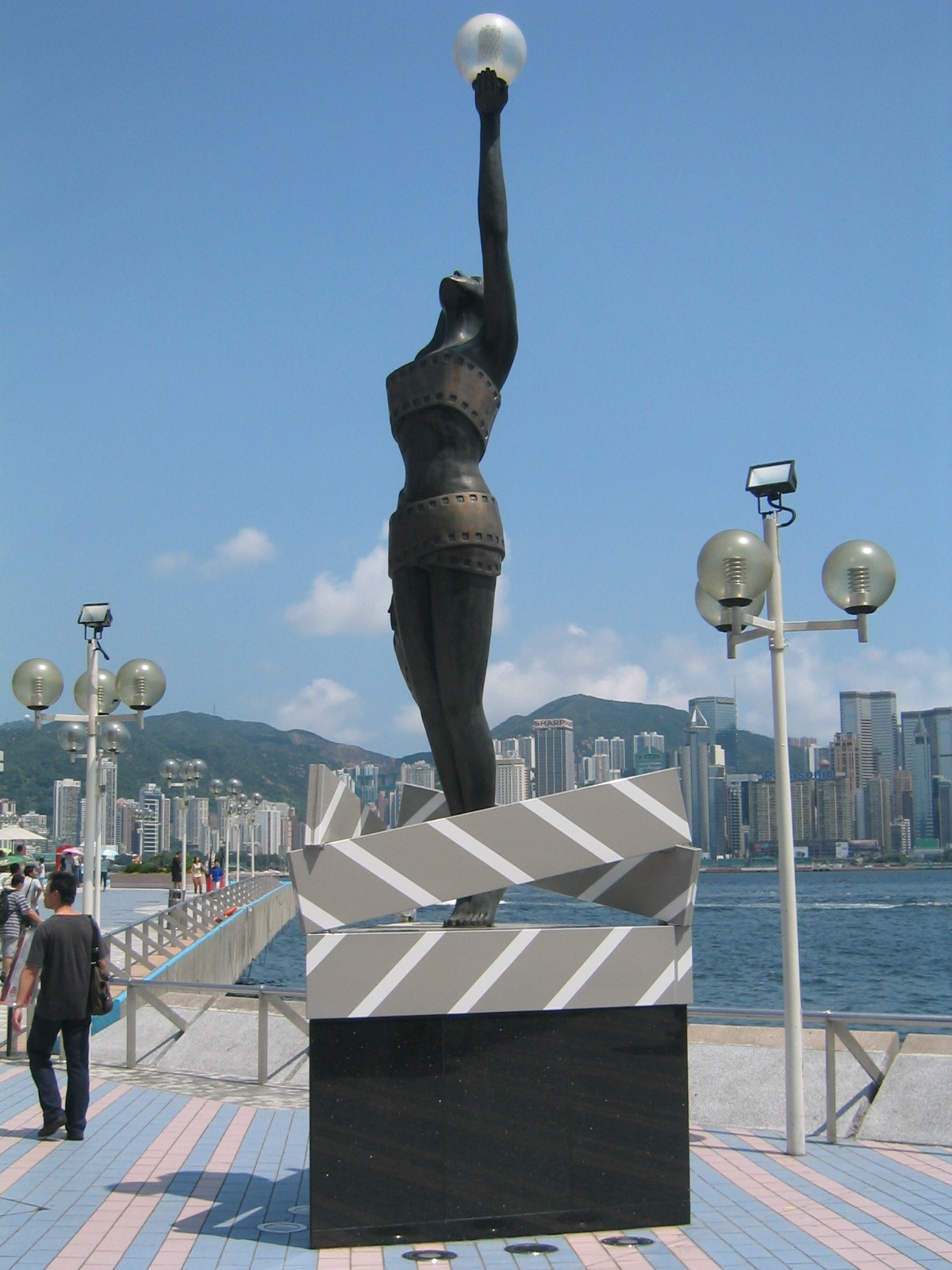
香港電影金像獎獎座，據傳摹自鄭文雅身形而設計，然而鄭文雅於2023年4月接受《明報周刊》專訪時否認傳聞

从1991年第10届香港电影金像奖起，香港電影金像獎大会开始采用臺灣知名藝術雕塑家暨香港藝術家聯盟會員梁銓所設計打造的女神像奖座，以用電影底片作為衣裳的女神高舉鍍銀明珠的造型作為設計，并沿用至今。獎座以銅鑄造、高43.8cm、重五磅半。 坊間一直盛傳女神像的造型是以1979年香港小姐冠军及香港藝術家聯盟會員郑文雅的身型为蓝本，然而鄭文雅於2023年4月接受《明報周刊》專訪時澄清此並非事實。事緣梁銓、謝宏中、施養德、黃霑、鄭文雅等人組織香港藝術家聯盟後，金像獎大會邀請聯盟負責設計獎座事宜，由施養德繪製草稿，先繪畫兩條線，然後以某電影劇照作參考，用菲林圍着女神像以避免裸體設計，再由梁銓設計及打造獎座。鄭文雅強調，女神像的比例並非其個人身形比例，因四肢均拉長了，不是真實人體的比例。

## 演出作品

### 電視劇
- 1980年:《浪濺長堤》 飾 鍾婷婷
- 1980年:《出線》 飾 梅小華
- 1980年:《四口之家》飾 梅秀麗
- 1981年:《少年黃飛鴻》飾 譚瑾
- 1981年:《再會太平山》飾 阮簡蘭
- 1982年:《天梯》飾 韓倩儂

### 電視節目
- 2012年：香港電台《藝坊星期天》「戲影情真 - 鄭文雅中國戲曲攝影展」
- 2012年：亞洲電視《高志森微博》嘉賓 （2月19日）
- 2017年：無綫電視《今日VIP》嘉賓 （7月12日）
- 2024年：無綫電視《流行都市》友話直說環節嘉賓 （3月29日）

### 電影
- 1982年 《神探光頭妹》 〔飾-麥晶〕
- 1982年 《小生怕怕》〔飾-郝可蓮〕
- 1983年 《瘋血》
- 1983年 《少爺威威》〔飾-記者妙〕
- 1984年 《孖襟兄弟》
- 1984年 《全家福》〔飾-南西〕
- 1984年 《有Friend冇驚》
- 1984年 《花心蘿蔔》
- 1984年 《三十處男》〔飾-阿玲〕
- 1985年 《女人風情話》
- 1985年 《何必有我？》
- 1985年 《初一十五》
- 1986年 《富貴列車》
- 1986年 《飛躍羚羊》
- 1987年 《異鄉故事》
- 1989年 《合家歡》〔飾-雁燕萍〕
- 1989年 《我未成年 (電影)》〔飾-鄺青雲〕
- 1989年 《發達秘笈》〔飾-珍妮〕
- 1990年 《邊緣歲月》
- 1991年 《藍色霹靂火》

### 舞台劇
- 《誘心人》（2006）

### 書籍
- 2006年6月：《泥土戀》，文化會社，ISBN 978-988-99018-9-9[9]
- 2011年7月：鄭文雅攝影集《文情雅戲》  萬里機構．萬里書店 ISBN 9789621446954
- 2017年4月：鄭文雅攝影集《把緣留住》

## 外部連結
- 鄭文雅─藝人簡介
- 鄭文雅 香港小姐
- 高球人生 鄭文雅
- 香港華人女子高爾夫球總會 （页面存档备份，存于）
- 港姐全裸第一人:郑文雅绝版裸体艺术写真(图)
- 《香港都市雕塑導引》記載鄭文雅為雕塑家 （页面存档备份，存于），該書由戴尚誠主編/香港雕塑學會出版 ISBN 9789889987121

| 前任： 陳文玉 | 香港小姐競選冠軍 1979年 | 繼任： 戴月娥 |

| 前任： 張夢夏 | 香港小姐競選最上鏡小姐 1979年 | 繼任： 戴月娥 |